# Smrkový Týnec
Smrkový Týnec je vesnice, část obce Rabštejnská Lhota v okrese Chrudim. Nachází se asi 2 km na jih od Rabštejnské Lhoty. V roce 2009 zde bylo evidováno 78 adres. V roce 2001 zde trvale žilo 123 obyvatel.
Smrkový Týnec je také název katastrálního území o rozloze 3,52 km2. V katastrálním území Smrkový Týnec leží i Rabštejn.